# マルセロ・サラス
ホセ・マルセロ・サラス・メリナオ（José Marcelo Salas Melinao, 1974年12月24日 - ）は、チリ共和国テムコ出身の元サッカー選手。アレクシス・サンチェス(50得点)に抜かれるまではチリ代表の歴代最多得点の記録保持者であった。インディオのマプチェ族から派生したアラウカナ族にルーツを持つ。

## 経歴
1994年、ウニベルシダ・デ・チレでデビューを飾り、25試合で27得点を挙げる活躍を見せた。同年5月18日のアルゼンチン戦でチリ代表デビューを果たすと、いきなり得点を挙げた。ボールコントロールや精度の高いシュートなどで名を上げ、1996年秋に、アルゼンチンのCAリーベル・プレートとボカ・ジュニアーズが獲得を争ったが、リーベルへ移籍した。この年はインターコンチネンタルカップのユヴェントス戦ではフリオ・クルスの交代で僅かな出場時間を与えられただけに終わるなど、レギュラーは奪えなかった。1997年にはレギュラーの座を確保、前期後期のリーグ優勝、南米スーパーカップの優勝に貢献し、南米年間最優秀選手賞を受賞した。リーベルでは、67試合で31得点を決めた。1998年ワールドカップ前の、1月には、既に1998-99シーズンからのSSラツィオ入団で合意、その後、その事実を知らないいくつかのクラブが獲得に動いたが、2月に入団発表が行われた。
チリ代表では、主将のイバン・サモラーノと2トップを組み、「ZaSaコンビ（サ・サコンビ）」として活躍した、フランスW杯南米予選では11得点を挙げ、チリを4大会ぶりのワールドカップ出場に導いた。1998年のフランスW杯では、グループリーグ初戦のイタリア戦で2得点、第2戦のオーストリア戦で1得点を挙げ、チリの決勝トーナメント進出に貢献した。決勝トーナメント1回戦、ブラジル戦でも1得点を決めたが、1-4で敗れた。
1998-99シーズン、SSラツィオへ移籍。このシーズンの公式戦42試合で24ゴールと、すぐに活躍を見せた。この年、UEFAカップウィナーズカップで優勝を果たした。翌1999-2000シーズン、リーグ戦で12得点を決め、リーグ優勝に貢献した。ラツィオでの3シーズンで117試合に出場し、49得点を記録した。その活躍によって、2001-02シーズン、ユヴェントスFCがアレッサンドロ・デル・ピエロ、ダヴィド・トレゼゲとのトリデンテを組ませることを望んで獲得した。しかし、第8節のボローニャ戦での怪我により、残りの試合をほぼ全休した。翌シーズンもユヴェントスでプレーしたが、複帰後は、これまでの輝きを取り戻すことが出来なかった。
2003年にリーベルプレートへ復帰した。さらに2005年からはキャリアをスタートさせたウニベルシダ・デ・チレでプレーした。同年、代表にも復帰し、サモラーノの持つ代表最多得点記録34得点を更新した。
2006年末、ウニベルシダ・デ・チレを退団。その後、MLSのシカゴ・ファイアーのキャンプに参加し入団テストを受けたが合意に至らず、結局、2007年7月にウニベルシダ・デ・チレと再契約した。
敬虔なカトリック信者であり、ゴールを決めるたびに十字を切るパフォーマンスを披露する。

## 代表歴

### 出場大会
- チリ代表
  - 1998 FIFAワールドカップ (ベスト16)

### 試合数
- 国際Aマッチ 70試合 37得点（1994年-2007年）[4][1]

| チリ代表 | 国際Aマッチ | 国際Aマッチ |
| 年       | 出場        | 得点        |
| -------- | ----------- | ----------- |
| 1994     | 3           | 1           |
| 1995     | 12          | 4           |
| 1996     | 11          | 6           |
| 1997     | 7           | 9           |
| 1998     | 10          | 10          |
| 1999     | 5           | 0           |
| 2000     | 7           | 2           |
| 2001     | 2           | 2           |
| 2002     | 0           | 0           |
| 2003     | 0           | 0           |
| 2004     | 4           | 0           |
| 2005     | 3           | 1           |
| 2006     | 0           | 0           |
| 2007     | 6           | 2           |
| 通算     | 70          | 37          |